# Pasi Nurminen
Pasi Nurminen (ur. 17 grudnia 1975 w Lahti) – fiński hokeista, reprezentant Finlandii, olimpijczyk. Działacz i trener hokejowy.

## Kariera zawodnicza
- Reipas Lahti U20 (1993-1995)
- Reipas Lahti (1994-1995)
- Ketterä (1995-1996)
- Pelicans (1996-1998)
- HPK (1998-1999)
- Jokerit (1999-2001)
- Chicago Wolves (2001-2002)
- Atlanta Thrashers (2001-2004)
- Pelicans (2004)
- Malmö Redhawks (2004-2005)

Wychowanek klubu Reipas Lahti, następnie Pelicans. W karierze występował w rodzimej lidze fińskiej SM-liiga, amerykańskich rozgrywkach AHL i NHL (125 meczów) oraz szwedzkiej lidze Elitserien. W 2005 w wieku niespełna 30 lat zakończył karierę z powodu kontuzji kolana.
Uczestniczył w turniejach mistrzostw świata 2000, 2001, 2003, 2005 oraz zimowych igrzysk olimpijskich 2002.

## Kariera działacza i trenerska
- Pelicans (1995-), współwłaściciel
- Pelicans (1995-2012), trener bramkarzy
  -  Pelicans (2009-2010), skaut
- Reprezentacja Finlandii (2010-2011), trener bramkarzy
- Reprezentacja Finlandii (2011-2012), asystent trenera
- Awangard Omsk (2012-2013), asystent trenera
- Jokerit (2013/2014), asystent trenera
- Pelicans (2015-2019), asystent trenera
- Pelicans (2020-), menedżer generalny
- Pelicans (2020-), prezes

Po zakończeniu kariery zawodniczej w 2005 został współwłaścicielem macierzystego klubu Pelicans i równocześnie trenerem bramkarzy zespołu
.
Został trenerem i rozpoczął pracą w klubie Jokerit. Początkowo pracował z zespołem juniorskim do lat 20, następnie był asystentem szkoleniowca drużyny seniorskiej. W połowie 2013 został pierwszym trenerem Jokeritu (zastąpił Tomiego Lämsä) związany dwuletnim kontraktem z opcją przedłużenia o rok. Równolegle od 2010 do 2012 pracował w sztabie reprezentacji Finlandii szkoleniowca Jukki Jalonena, w tym podczas turniejów mistrzostwa świata 2011 (jako trener bramkarzy) i 2012 (jako asystent trenera). Następnie w sezonie 2012/2013 pracował jako asystent w rosyjskim klubie Awangard Omsk w lidze KHL. W połowie grudnia 2013 został asystentem trenera Jokeritu przy trenerze Tomku Valtonenie.

## Sukcesy
Reprezentacyjne
- Brązowy medal mistrzostw świata: 2000
- Srebrny medal mistrzostw świata: 2001

Klubowe
- Brązowy medal mistrzostw Finlandii: 1999 z HPK
- Srebrny medal mistrzostw Finlandii: 2000 z Jokeritem
- Mistrzostwo konferencji AHL: 2002 z Chicago Wolves
- Puchar Caldera - mistrzostwo AHL: 2002 z Chicago Wolves

Indywidualne
- SM-liiga 1998/1999:
  - Najlepszy zawodnik miesiąca - listopad 1998
- SM-liiga 1990/2000:
  - Trofeum Urpo Ylönena - najlepszy bramkarz sezonu
  - Skład gwiazd
- SM-liiga 2000/2001:
  - Najlepszy zawodnik miesiąca - wrzesień 1999
  - Pierwsze miejsce w klasyfikacji skuteczności interwencji bramkarzy: 93,5%
- AHL 2001/2002:
  - Jack A. Butterfield Trophy - nagroda dla Najbardziej Wartościowego Zawodnika (MVP) w fazie play-off

Szkoleniowe
- Srebrny medal mistrzostw Finlandii: 2012 z Pelicans
- Złoty medal mistrzostw świata: 2011 z Finlandią

Wyróżnienie
- Galeria Sławy fińskiego hokeja na lodzie